# Kowale Oleckie (plaats)
Kowale Oleckie (Duits: Kowahlen; 1938-1945: Reimannswalde) is een dorp in het Poolse woiwodschap Ermland-Mazurië, in het district Olecki. De plaats maakt deel uit van de gemeente Kowale Oleckie en telt 2400 inwoners.

## Verkeer en vervoer
- Station Kowale Oleckie